# Востриков, Андрей Владимирович
Андрей Владимирович Востриков (6 мая 1984) — российский футболист, нападающий.

## Биография
С 2001 года играл в самарских «Крыльях Советов». 6 сезонов выступал за дубль самарцев, за который провел 96 встреч. 2 апреля 2003 года сыграл за основной состав в Кубке Премьер-лиги против «Ротора» и забил гол, замкнув головой навес Булатова.
В 2006 году по ходу сезона перешёл в павлодарский «Иртыш». Дебютировал в Высшей лиге Казахстана 15 октября 2006 года, заменив на 88 минуте Алексея Шакина в матче против «Астаны». В следующих двух турах заменял в конце матча Вячеслава Софрони. В последних двух турах выходил на поле со стартового свистка. Всего сыграл в высшей лиге.
Весной 2008 года оказался в семипалатинском «Спартаке», игравшем в первой лиге. Сразу стал играть в основном составе, забил за сезон 17 голов и стал в том сезоне лучшим бомбардиром клуба и одним из лучших бомбардиров первенства. «Спартак» занял 3 место и не смог выйти в высшую лигу.